# Victor Gauntlett (Unternehmer)
Malcolm Victor Gauntlett  (* 20. Mai 1942; † 31. März 2003) war ein britischer Geschäftsmann in der Erdölindustrie und Automobilindustrie aus Surrey. Er war sowohl Gründer des größten Erdölvertriebs im Vereinigten Königreich sowie Gesellschafter und Geschäftsführer des Automobilkonzerns Aston Martin.

## Leben
Victor Gauntlett wurde in Surrey geboren und trat nach seiner Ausbildung an der St. Marylebone Grammar School als Offizier der Royal Air Force bei, wo er zum Piloten ausgebildet wurde. Gauntlett heiratete im Jahr 1966 Joan Brazier. Gemeinsam mit seiner Frau Joan hatte er eine Tochter und drei Söhne: Sarah, Michael, Mark und Richard. 2003 verstarb Gauntlett schließlich am 31. März in Hays, Middlesex.

## Erdölindustrie
Nachdem er aus der Royal Air Force ausgeschieden war, fing Gauntlett 1963 bei British Petroleum an und wechselte 1967 zur Compagnie Francaise des Petroles, der Muttergesellschaft von Total S.A.
1972 gründete er die unabhängige Hays Petroleum Services, die unter der Firma Pace Petroleum handelte. Schon im Jahr 1980 entwickelte sich das Unternehmen zu einem der größten unabhängigen Erdölversorger in Großbritannien, 1986 veräußerte er das Unternehmen an einen Investor aus Kuwait.
Gauntlett gründete bereits 1987 ein weiteres Erdölunternehmen – die Proteus Petroleum, dieses veräußerte er 1998 an Texaco, blieb allerdings dessen Chairman bis ins Jahr 2000.

## Aston Martin

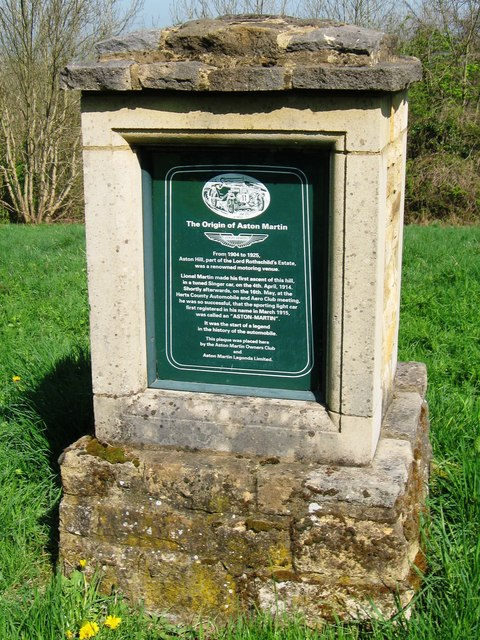
Ursprung der Aston Martin Autos

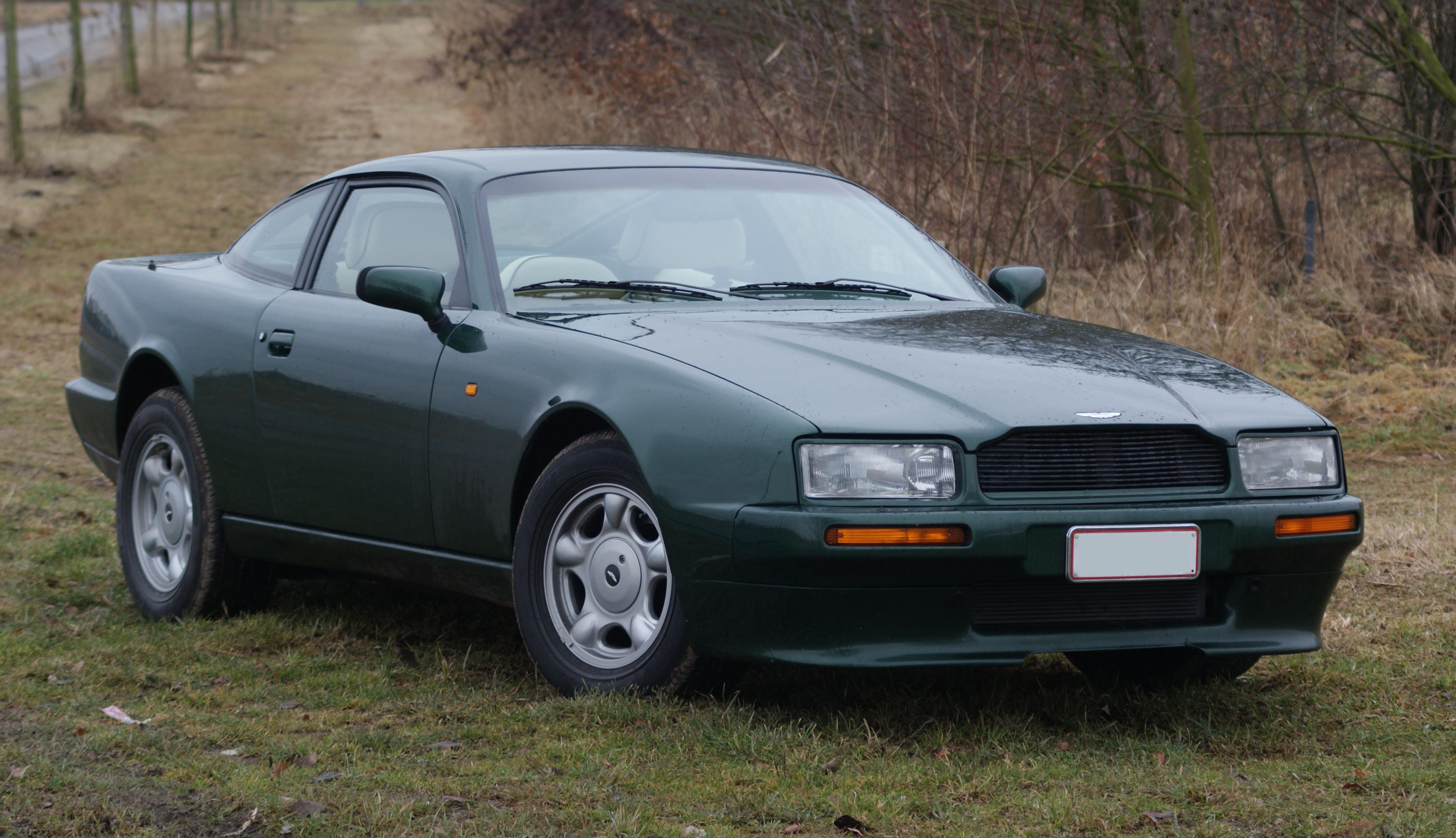
Aston Martin Virage Saloon (1989–1996)

Im April 1980 investierte Gauntlett 500.000 £ in Aston Martin Lagonda und beteiligte sich damit zu 10 % an dem Unternehmen. Zu dieser Zeit befand sich Aston Martin gerade in einer schwierigen Phase, da neben Geld auch neue Modelle fehlten. 1981 übernahm Gauntlett gemeinsam mit C.H. Industrial Ltd. das Unternehmen vollständig von dem bisherigen Eigentümer – einem Anglo-amerikanischen Konsortium unter Führung von Alan Curtis und Peter Sprague, welches das Unternehmen im Juni 1975 für 1 Million £ gekauft hatte.  Gauntlett selbst wurde damit CEO von Aston Martin.
Mit Gauntlett als Geschäftsführer wurden bei Aston Martin wichtige Weichen für die Zukunft des Unternehmens gestellt. So erfolgte die Entwicklung und die Produktion des Aston Martin Virage – Aston Martins erstes neues Modell nach zwanzigjähriger Pause. Ferner kehrte Aston Martin auch dank Gauntlett im Jahre 1989 mit einem eigenen Team nach Le Mans zurück.
Um das Unternehmen finanziell für die Zukunft abzusichern, veräußerte Gauntlett im Jahr 1987 Aston Martin an Ford. Gauntletts Umbau des Unternehmens ist es dabei zu verdanken, dass die Übernahme von Aston Martin überhaupt für Ford von Interesse war. Gauntletts Engagement bei Aston Martin endete damit jedoch nicht, sondern er blieb bis 1991 noch Chairman von Aston Martin. 1991 übergab Gauntlett dann auch das Management von Aston Martin an Ford in Person von Walter Hayes als neuem Chairman.